# Общество защиты древних зданий

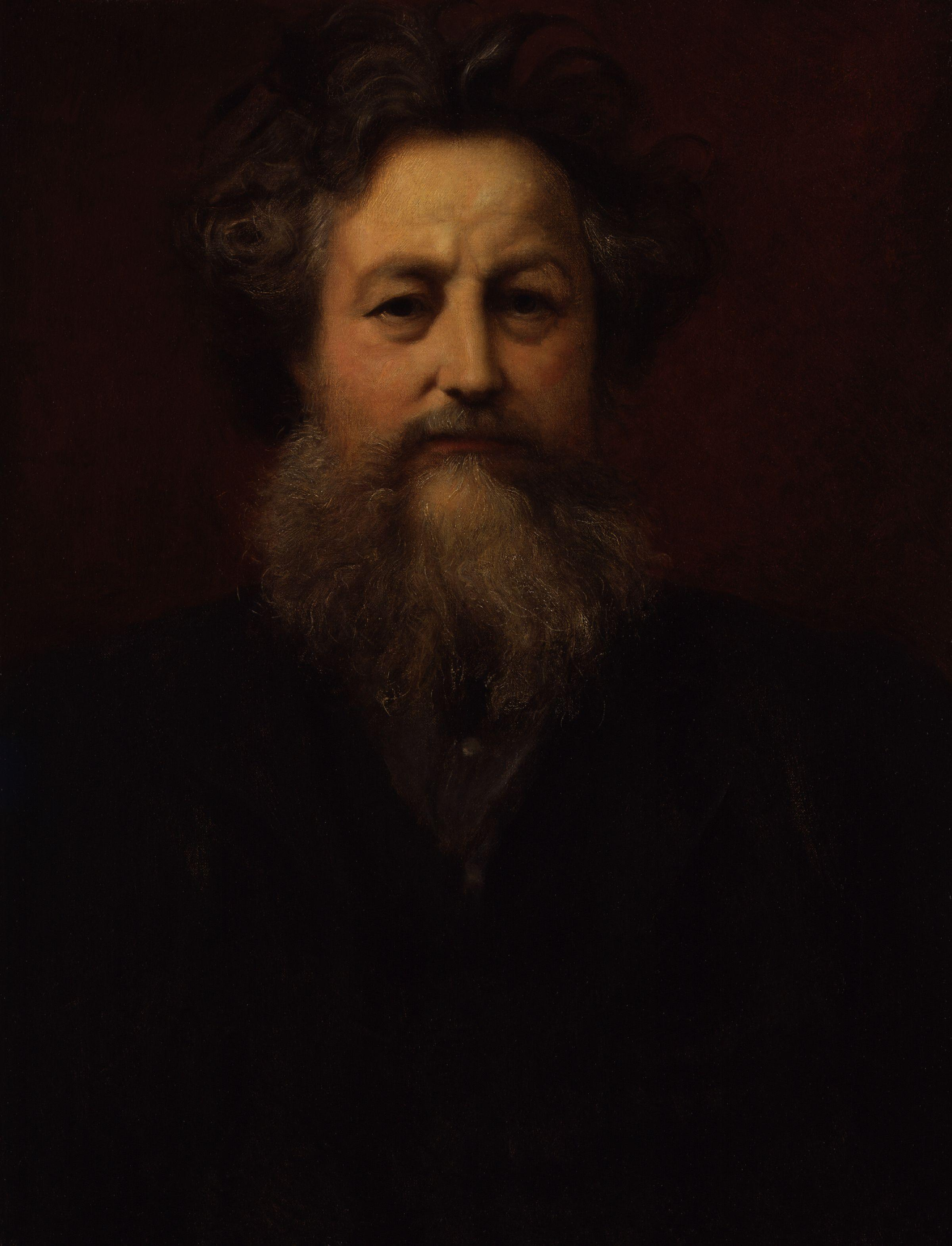
Уильям Моррис

Общество защиты древних зданий (англ. Society for the Protection of Ancient Buildings (SPAB), также Против слома (англ. Anti-Scrape)) — общественная организация по защите достопримечательностей, основанная в 1877 году художником Уильямом Моррисом, архитектором Филипом Уэббом и их единомышленниками для противодействия «викторианским реставрациям», которые они считали разрушительными.
Под реставрациями тогда понималось в прямом смысле слова восстановление облика здания. Моррис выступал против практики, как он её называл, фальсификации старинных зданий, которым в ходе реставраций архитекторы викторианской готики придавали облик, который они при взгляде из XIX века считали идеальным, причём часто при этом уничтожались более поздние дополнения и таким образом, по мнению Морриса, стирались свидетельства истории зданий. Моррис полагал, что старинные здания следует реставрировать в более современном смысле этого слова, бережно сохраняя всё наследие в комплексе.
По манифесту Морриса Общество действует и в XXI веке. В 2012 году оно насчитывало 8,5 тыс. членов. Среди его деятельности — кампании общественного давления, пропаганда, обучение, просвещение и исследования. Общество входит в национальную ассоциацию по защите достопримечательностей и консультирует работу с объектами культурного наследия Англии и по закону обязано получать уведомления о намерении снести объект в Англии или Уэльсе полностью или частично. Штаб-квартира Общества располагается в Лондоне по адресу Спитал-Сквер, № 37.
В 2012 году Общество за верность наследию получило приз Евросоюза «Europa Nostra».
В составле Общества находится единственный в Британии сектор охраны старинных ветряных и водяных мельниц, большой вклад в который внёс Кен Мэйджор.
Общество присуждает награду имени сэра Джона Бетчемана за выдающиеся заслуги при реставрации церковных зданий в Англии и Уэльсе.

## Внешние ссылки
- spab.org.uk (англ.) — официальный сайт Общество защиты древних зданий